# Cagnaccio di San Pietro

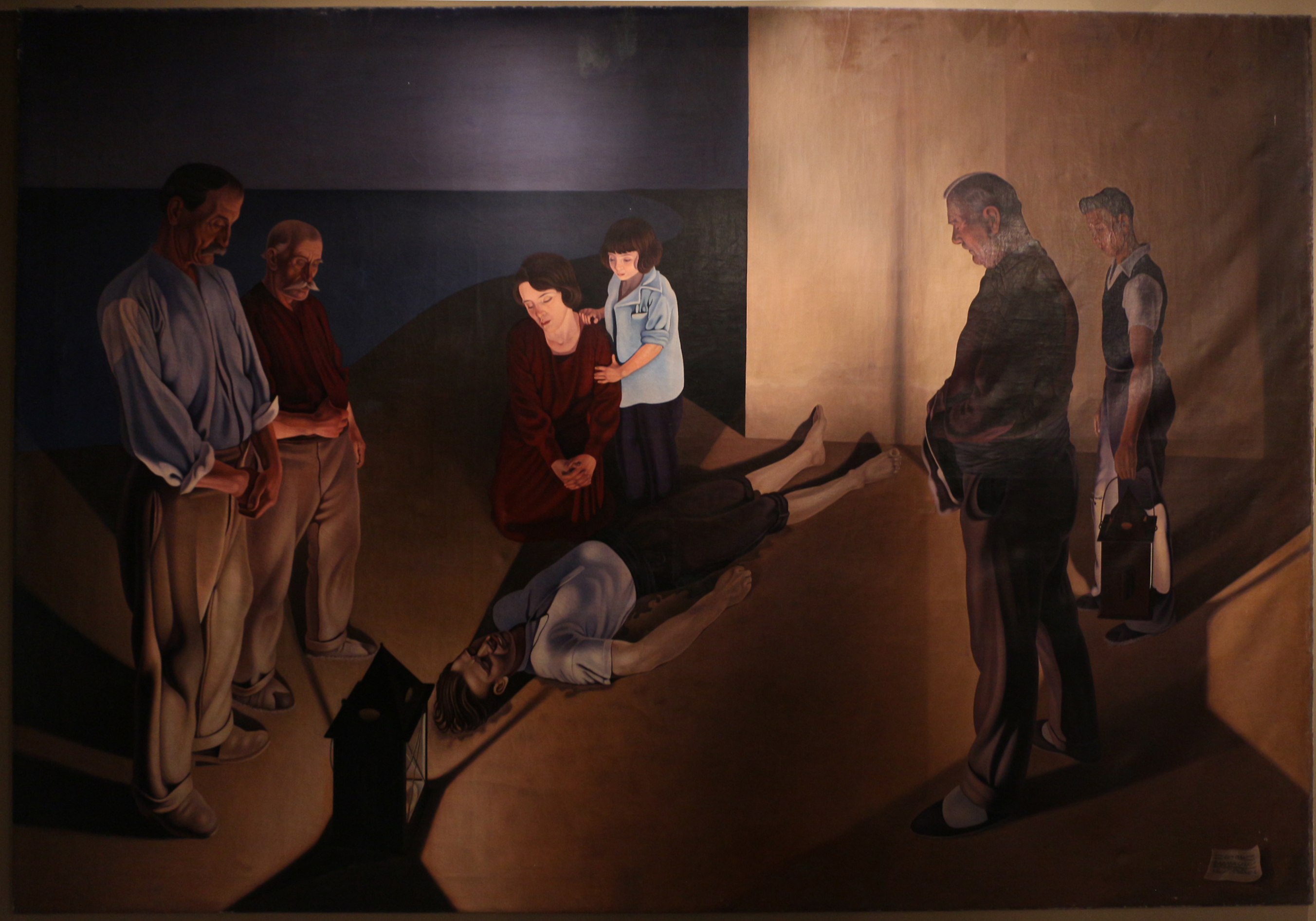
I Naufraghi

Cagnaccio di San Pietro de son vrai nom Natalino Bentivoglio Scarpa (né le 14 janvier 1897 à Desenzano del Garda en Lombardie et mort le 29 mai 1946 à Venise) est un peintre italien du XXe siècle.

## Biographie
Cagnaccio da San Pietro était un élève du peintre avantgardiste Ettore Tito à l'académie des beaux-arts de Venise. Il exposa en 1924 et 1930 à la Biennale de Venise, en prenant le nom d'artiste Cagnaccio, auquel il ajouta di San Pietro en honneur au petit bourg maritime de l'île de Pellestrina de la lagune de Venise où il passa son enfance. Son surnom de Cagnaccio a comme origine le nom donné à ses grands-parents à cause d'un chien agressif et bruyant qui dérangea les voisins pendant de nombreuses années.
Peintre futuriste pendant un temps, il s'en éloigna rapidement afin de se consacrer à la recherche d'expressions figuratives. Il a représenté une réalité aussi bien précise, détaillée que mystérieuse et insaisissable. Il a poussé son art énigmatique à contribuer au réalisme magique de Antonio Donghi et Riccardo Francalanci.

## Œuvres
- Portrait de Madame Vighi,
- Nature morte avec langouste et petits raves (1938),
- Nature morte avec citrouille (1939),(1940),
- Bambin sur petit lit,
- Dopo l'orgia (Après l’orgie),(1928), collection privée,
- Donna allo specchio (femme au miroir) (1925), collection privée,
- Preghiera (prière) (1932), Accademia Carrara, Bergame,
- La ragazza e lo specchio (la jeune fille et le miroir) (1932), Galerie nationale d'art moderne, Rome,
- Attesa (attente), collection privée.

## Sources
- (it) Cet article est partiellement ou en totalité issu de l’article de Wikipédia en italien intitulé « Cagnaccio di San Pietro » (voir la liste des auteurs).